# João Fonseca (tenista)
João Franca Guimarães Fonseca (Rio de Janeiro, 21 de agosto de 2006) é um tenista brasileiro. Seu melhor ranking de simples é o de nº 44 do mundo, obtido em 18 de agosto de 2025. 
Fonseca se tornou o número 1 do ranking mundial juvenil após conquistar o título no US Open juvenil, além de ser um dos principais responsáveis pela primeira conquista da Copa Davis Juvenil para o Brasil. Aos 17 anos, foi o primeiro brasileiro da história a terminar a temporada como número 1 do ranking de juniores. 
Aos 18 anos de idade, em 16 de fevereiro de 2025, foi campeão do ATP 250 de Buenos Aires, na Argentina, sendo o brasileiro mais jovem e o sétimo mais jovem do mundo a conquistar um título de ATP Tour.

## Carreira

### 2023: Primeiro brasileiro número 1 júnior do mundo, estreia na ATP
Nos juniores, Fonseca participou da primeira conquista brasileira da Copa Davis Juniors, junto com os tenistas Pedro Rodrigues e Gustavo Almeida. No Australian Open de 2023, foi vice campeão de duplas em parceria com o belga Alexander Blockx. Foi também campeão de simples da edição juniores do US Open.
Fonseca foi o campeão mundial do Circuito ITF Júnior, em 2023. Aos 17 anos, foi o primeiro brasileiro a terminar a temporada como número 1 do ranking de juniores.
Ele fez sua estreia em torneios ATP no Rio Open 2023, após receber um convite para a chave principal de simples, e também conseguiu entrar na chave principal de duplas.

### 2024: Primeiras vitórias na ATP, top 150, profissional aos 17 anos, título de Challenger, título do Next Gen ATP Finals
Em janeiro de 2024, o carioca de 17 anos chegou às semifinais do Challenger de Buenos Aires, a primeira semifinal da carreira neste tipo de torneio. Até então, Fonseca havia chegado às quartas de final em dois Challengers, o primeiro em 2022, em São Leopoldo e em 2023, em Florianópolis.
Com 17 anos, Fonseca ganhou destaque mundial ao vencer sua primeira partida de nível ATP (após receber convite para o ATP 500 Rio Open de 2024) contra Arthur Fils, então nº 36 do mundo, aplicando um 6/0 no primeiro set, e vencendo em sets diretos (6/0, 6/4). Na 2ª rodada, ele derrotou Cristian Garin em dois sets para chegar às quartas de final do torneio. Como resultado, ele subiu 300 posições, tornando-se o jogador mais jovem entre os 350 primeiros do ranking. Ele se tornou o segundo mais jovem tenista da história a chegar nas quartas de final de um ATP 500 desde o início da série de ATPs 500 em 2009, e o primeiro desde que Alexander Zverev chegou às oitavas de final em Hamburgo em 2014.
Após o Rio Open, ele anunciou oficialmente sua decisão de se tornar profissional, renunciando à elegibilidade para jogar tênis universitário e encerrando seu compromisso com a Universidade da Virgínia.
No Challenger de Assunção, realizado em março de 2024, Fonseca, ao derrotar o argentino Román Burruchaga, chegando à sua primeira final de Challenger, na qual foi derrotado pelo brasileiro Gustavo Heide. Com isto, entrou no top 300 mundial pela primeira vez.
Fonseca recebeu convite para disputar o ATP 250 de Bucareste, na Romênia, e na estreia, derrotou o cabeça-de-chave nº 6 e nº 51 do mundo, o italiano Lorenzo Sonego, por 2 sets a 0. Na segunda rodada, venceu o veterano Radu Albot também por 2 sets a 0, entrando assim no top 250 mundial.
Neste ponto da carreira, Fonseca era o melhor juvenil no ranking mundial, o melhor tenista do ranking mundial até os 17 anos de idade, e mesmo entre os jogadores com 18 anos completos, Fonseca era o terceiro mais bem classificado, atrás do tcheco Jakub Mensik, 74º da ATP, e do croata Dino Prizmic, 183º. Sendo notado por sua rápida evolução e seus resultados, começou a receber seguidos convites para torneios de nível ATP e atraiu comentários de tenistas importantes como Novak Djokovic, Carlos Alcaraz e Boris Becker.
Fonseca recebeu convite para disputar o Masters 1000 de Madri, onde foi sorteado para enfrentar o americano Alex Michelsen. Fonseca derrotou o 70º do ranking da ATP em um jogo onde iniciou se adaptando à quadra e ao torneio (foi o 1º Masters 1000 disputado na carreira), e com isto perdendo o 1º set, mas depois aplicando um 6/0 e 6/2 para vencer a partida. Na 2a rodada, enfrentou Cameron Norrie, nº 30 do ranking mundial e 29º cabeça-de-chave do torneio. Jogando de forma menos consistente e enfrentando um adversário com estilo pouco ortodoxo, Fonseca não resistiu e foi eliminado pelo britânico.
Aos 17 anos, em agosto de 2024, João ganhou o seu primeiro Challenger da carreira como profissional, Challenger de Lexington. O jovem, melhor tenista ranqueado da ATP com menos de 18 anos, não perdeu um set até o título do torneio nos Estados Unidos. Na decisão, ele venceu o o australiano Li Tu por 6/1, 6/4.
No Next Generation ATP Finals, diante do americano Learner Tien, o brasileiro venceu de virada por três sets a um, parciais de 2/4, 4/3, 4/0 e 4/2, e conquistou o título do torneio sub-20 de tênis de forma invicta. Assim, o atleta se igualou a Jannik Sinner e Carlos Alcaraz, que também foram campeões da competição com apenas 18 anos de idade. Dois triunfos mais marcantes (parciais de 4/0, 4/0, 1/4 e 4/2) foi justamente contra Learner Tien, adversário da final. Foi campeão com cinco vitórias consecutivas. Venceu também dois Top 50, um deles Arthur Fils, o então 20º.

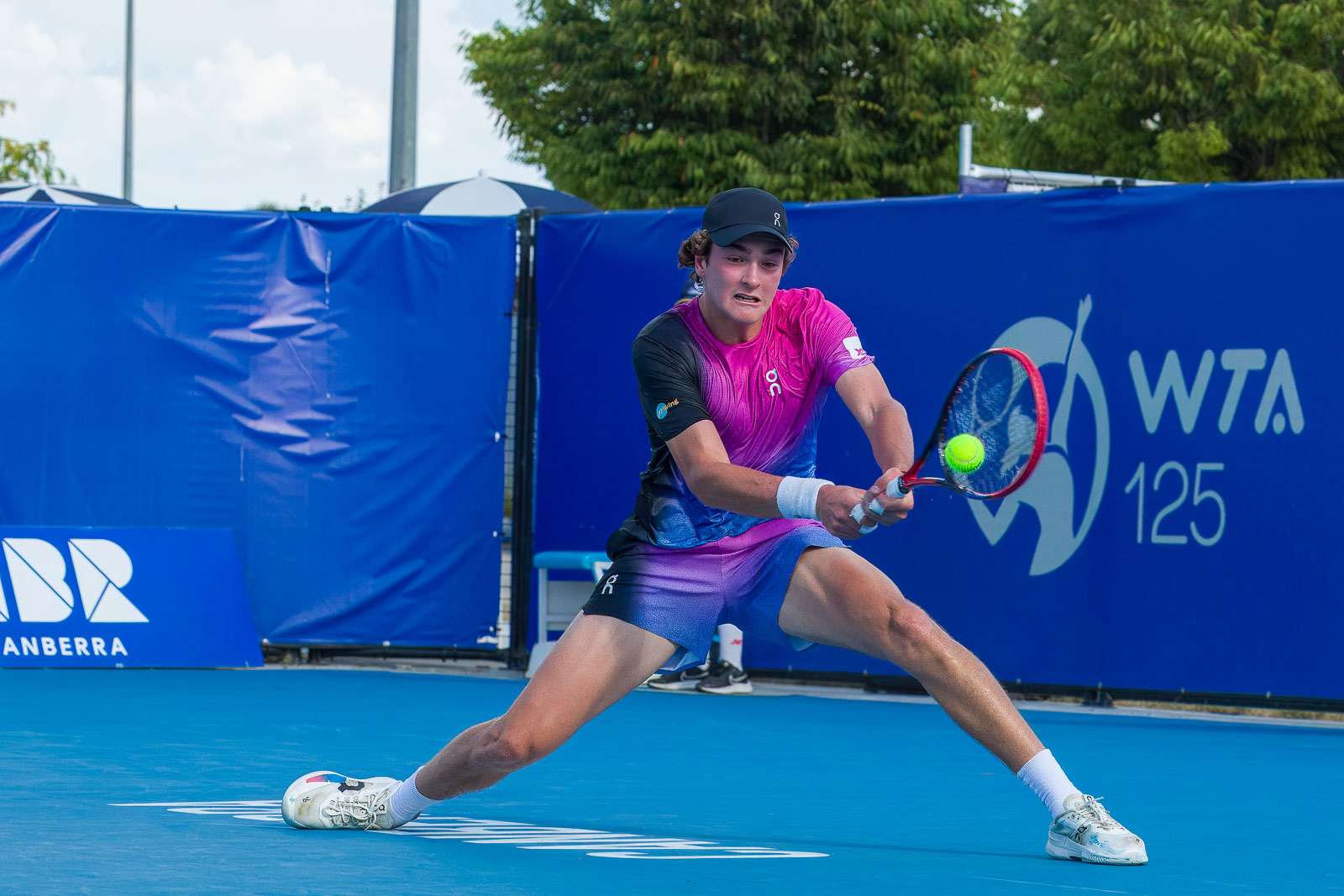
Fonseca, 2025

### 2025: 1º Título de ATP 250, top 50, vitória sobre top 10 e disputa de Grand Slam
Em seu primeiro torneio de 2025, o carioca de 18 anos obteve o título do Challenger 125 de Camberra após passar por Ethan Quinn por um duplo 6-4, ficando assim com 10 vitórias consecutivas. Subiu para o melhor ranking da carreira até o momento, o 113º posto da ATP. 
Em janeiro de 2025, foi convocado para a Copa Davis juntamente com Thiago Wild, Matheus Pucinelli, Rafael Matos e Marcelo Melo.
As atuações dominantes de João Fonseca ganharam ainda mais destaque na comunidade do tênis ao redor do mundo. O brasileiro recebeu elogios de Andy Roddick, ex-número 1 do mundo."
"Eu quero dizer que (João) Fonseca, que ganhou o Next Gen Finals, esse garoto é ‘fodão'! Ele vai ser um problema para muitas pessoas no circuito”, disse o norte-americano em seu podcast.
Logo após vencer o Challenger de Camberra, Fonseca entrou no qualificatório do Australian Open de 2025, onde venceu três jogos com facilidade, em dois aplicando "pneus" (sets de 6 x 0) nos adversários. Foi sorteado para jogar contra o russo Andrey Rublev, top 10 mundial, na 1ª rodada da chave principal. João Fonseca ganhou a partida por 3 sets a 0 (7/6 (1), 6/3 e 7/6 (5)), qualificando-se para a segunda rodada contra o italiano Lorenzo Sonego. Contra o italiano, Fonseca saiu na frente, conseguiu buscar depois de levar a virada, mas caiu diante de um rival consistente. Em um jogo tenso, de quase 4 horas de duração, o brasileiro perdeu para Lorenzo Sonego, 55° do mundo, por 3 sets a 2, parciais 6/7 (6), 6/3, 6/1, 3/6 e 6/3. Sonego chegou até as quartas-de-final do torneio.
No ATP 250 de Buenos Aires, em fevereiro, ele fez novamente história ao vencer o torneio, derrotando 4 argentinos em 5 jogos (Tomás Martín Etcheverry, Federico Coria, Mariano Navone e Francisco Cerúndolo), pulando para o nº 68 do mundo e se tornando o 7º tenista mais jovem de todos os tempos a vencer um título de ATP, sendo o 10º título na lista dos obtidos por um tenista de menor idade. Fonseca, neste momento, também se tornou o tenista nº 1 do Brasil.
Dois dias depois de conquistar o título e após uma maratona de jogos, estreou no ATP 500 do Rio de Janeiro contra o francês Alexandre Muller. O brasileiro começou a demonstrar sinais de cansaço ao longo do embate e foi derrotado por 2 a 0, sendo eliminado da competição.
Após o Rio Open, ele iria participar dos Masters 1000 de Indian Wells e do Masters 1000 de Miami.  Em Indian Wells, enfrentou na 2ª rodada o britânico Jack Draper, top 15 mundial, onde acabou sendo eliminado por exagerar na agressividade das jogadas. Draper acabou sendo o campeão do torneio. Por ter sido derrotado na 1a semana do Masters 1000, Fonseca aproveitou e entrou no Challenger 175 de Phoenix, que ocorria na 2ª semana de Indian Wells. Neste torneio, Fonseca derrotou jogadores como o cabeça-de-chave n.4 Jan-Lennard Struff, o ex nª 4 do mundo, então com 35 anos de idade, Kei Nishikori, e o ex-top 20 mundial Alexander Bublik para conquistar seu quarto título, chegando ao top 60 mundial.  Com o título de Phoenix, ele se tornou o 2º sul-americano mais jovem da história a ter 3 títulos de Challenger aos 18 anos, atrás apenas de Juan Martín del Potro. No Masters 1000 de Miami, Fonseca derrotou na estreia o seu rival da mesma faixa de idade, Learner Tien, e na 2ª rodada, o top 20 mundial Ugo Humbert, que o havia vencido na Copa Davis, para chegar à 3ª rodada contra o nº 11 do mundo Alex de Minaur , onde, em jogo de alto nível, jogou de igual para igual com o ex.nº 6 do mundo, mas sentiu o cansaço na reta final e acabou sendo eliminado por 2 sets a 1. 
Após participar de alguns torneios sem resultados muito relevantes, jogou no Torneio de Roland Garros de 2025, onde chegou à 3º rodada, sendo novamente eliminado por Jack Draper, agora nº 5 do mundo.
Venceu seu primeiro jogo na grama em torneios de nível ATP no ATP de Eastbourne, onde, na 2a rodada, enfrentou o nº 5 do mundo Taylor Fritz, sendo eliminado em jogo muito equilibrado. Fritz obteve o tetracampeonato do torneio. 
Em Wimbledon, participando pela primeira vez do torneio, se tornou o primeiro brasileiro a chegar à terceira rodada desde Thomaz Bellucci em 2010, e o mais jovem a chegar à terceira fase desde Bernard Tomic em 2011. Foi eliminado pelo chileno Nicolás Jarry, ex nº 16 do mundo e especialista em saque.   Após a campanha, entrou pela primeira vez no top 50 mundial, subindo para o 48º posto da ATP, antes de completar 19 anos de idade.
Após chegar na 3a rodada do Masters 1000 de Cincinnati, ele chegou à posição de 44º do mundo, entrando na lista dos 10 melhores tenistas masculinos brasileiros da história, igualando Flávio Saretta. 

## Vida Pessoal
João Fonseca nasceu em Ipanema, Rio de Janeiro, filho dos pais Roberta e Christiano Fonseca. Seu pai é CEO e cofundador da IP Capital Partners, o primeiro fundo de hedge independente do Brasil. Começou a jogar tênis aos 4 anos no Rio de Janeiro Country Club, que ficava ao lado de sua casa. É torcedor do Flamengo.

## Finais da ATP

### Circuito ATP
| Nível            | S   | D   | DM  |
| ---------------- | --- | --- | --- |
| Grand Slam       | 0–0 | 0–0 | 0–0 |
| Fim de temporada | 0–0 | 0–0 | —   |
| Jogos Olímpicos  | 0–0 | 0–0 | 0–0 |
| ATP 1000         | 0–0 | 0–0 | —   |
| ATP 500          | 0–0 | 0–0 | —   |
| ATP 250          | 1–0 | 0–0 | —   |

| Piso    | S   | D   | DM  |
| ------- | --- | --- | --- |
| duro    | 0–0 | 0–0 | 0–0 |
| saibro  | 1–0 | 0–0 | 0–0 |
| grama   | 0–0 | 0–0 | 0–0 |
| carpete | 0–0 | 0–0 | 0–0 |

#### Simples: 1 final (1 título)
| Resultado | V/D | Data                    | Torneio        | País/cidade  | Categoria | Piso   | Adversário          | Placar        | Ref    |
| --------- | --- | ----------------------- | -------------- | ------------ | --------- | ------ | ------------------- | ------------- | ------ |
| Campeão   | 1–0 | 16 de Fevereiro de 2025 | Argentina Open | Buenos Aires | ATP 250   | Saibro | Francisco Cerúndolo | 6–4, 7–6(7–1) | [ 64 ] |

## Finais de ATP Challenger Tour e ITF Futures/World Tennis Tour

### Simples: 4 (3 títulos, 1 vice)
| Legenda                   |
| ------------------------- |
| ATP Challenger Tour (2–1) |

| Resultado | V/D | Data                  | Torneio                    | Piso   | Oponente         | Placar             | Ref    |
| --------- | --- | --------------------- | -------------------------- | ------ | ---------------- | ------------------ | ------ |
| Derrota   | 0–1 | 24 de Março de 2024   | Challenger 75 do Paraguai  | Saibro | Gustavo Heide    | 5–7, 7–6(8–6), 1–6 | [ 65 ] |
| Vitória   | 1–1 | 04 de Agosto de 2024  | Challenger 75 de Lexington | Duro   | Li Tu            | 6–1, 6–4           | [ 66 ] |
| Vitória   | 2–1 | 04 de Janeiro de 2025 | Challenger 125 de Camberra | Duro   | Ethan Quinn      | 6–4, 6–4           | [ 67 ] |
| Vitória   | 3–1 | 16 de Março de 2025   | Challenger 175 de Phoenix  | Duro   | Alexander Bublik | 7–6, 7–6           | [ 68 ] |

### Duplas: 1 (1 título)
| Legenda                   |
| ------------------------- |
| ATP Challenger Tour (1–0) |

| Resultado | Ano                   | Torneio         | País/cidade  | Piso   | Parceiro       | Oponente                      | Resultado | Ref    |
| --------- | --------------------- | --------------- | ------------ | ------ | -------------- | ----------------------------- | --------- | ------ |
| Campeão   | 20 de Janeiro de 2024 | Buenos Aires II | Buenos Aires | Saibro | Pedro Sakamoto | Jakob Schnaitter Mark Wallner | 6–2, 6–2  | [ 69 ] |

## Finais Grand Slam juvenil

### Simples: 1 final (1 título)
| Legenda                  |
| ------------------------ |
| Grand Slam Juvenil (1–0) |

| Resultado | Ano                    | Torneio | País/cidade | Piso | Oponente     | Resultado     | Ref    |
| --------- | ---------------------- | ------- | ----------- | ---- | ------------ | ------------- | ------ |
| Campeão   | 09 de Setembro de 2023 | US Open | Nova York   | Duro | Learner Tien | 4–6, 6–4, 6–3 | [ 70 ] |

### Duplas: 1 final (1 vice)
| Legenda                         |
| ------------------------------- |
| Grand Slam Juvenil Duplas (0–1) |

| Resultado | Ano                   | Torneio        | País/cidade | Piso | Parceiro         | Oponente                     | Resultado | Ref    |
| --------- | --------------------- | -------------- | ----------- | ---- | ---------------- | ---------------------------- | --------- | ------ |
| Vice      | 27 de Janeiro de 2023 | Austrália Open | Melbourne   | Duro | Alexander Blockx | Learner Tien Cooper Williams | 4–6, 4–6  | [ 71 ] |

## Finais ATP Next Generation

### Simples: 1 (1 título)
| Legenda                   |
| ------------------------- |
| ATP Next Generation (1–0) |

| Resultado | Data                   | Torneio                    | País/cidade | Superfície | Oponente     | Placar                   | Ref    |
| --------- | ---------------------- | -------------------------- | ----------- | ---------- | ------------ | ------------------------ | ------ |
| Campeão   | 22 de Dezembro de 2024 | Next Generation ATP Finals | Gidá        | Duro       | Learner Tien | 2–4, 4–3(10–8), 4–0, 4–2 | [ 72 ] |

## Estatísticas
- Estatísticas parcialmente atualizadas até 24 de março de 2025. (Argentina Open 2025)

| V | F | SF | QF | #R | RR | Q# | P# | NQ | NP | Z# | PO | O | P | B | NTM | NTI | A | NO |

 •  (V) vencedor; (F) finalista; (SF) semifinalista; (QF) quartas de final; (#R) rodada 4, 3, 2, 1; (RR) round-robin; (Q#) rodada qualificatória; (P#) rodada preliminar; (NQ) não qualificado; (NP) não participou; (Z#) grupo zonal da Davis/Fed Cup (com número indicativo) ou (PO) play-off; (O) ouro, (P) prata ou (B) bronze medalha Olímpica/Paralímpica; (NTM) não é torneio Masters; (NTI) não é torneio nível I; (A) adiado; (NO) não ocorreu; (TS) taxa de sucesso (eventos vencidos / participados); (V–P) jogos vencidos-perdidos.
 •  Para evitar confusões e contagem em duplicidade, esses quadros são atualizados após a conclusão de um torneio ou quando a participação de um jogador termina.
| Tournament              | 2023 | 2024 | 2025  | TS                                             | V–D                                            | Vitórias%                                      |
| ----------------------- | ---- | ---- | ----- | ---------------------------------------------- | ---------------------------------------------- | ---------------------------------------------- |
| Torneios de Grand Slam  |      |      |       |                                                |                                                |                                                |
| Australian Open         | NP   | NP   | 2R    | 0 / 1                                          | 4–1                                            | 80%                                            |
| Roland-Garros           | NP   | NP   | 3R    | 0 / 1                                          | 2–1                                            | 67%                                            |
| Wimbledon               | NP   | Q1   | 3R    | 0 / 1                                          | 2–1                                            | 67%                                            |
| US Open                 | NP   | Q3   |       | 0 / 1                                          | 2–1                                            | 67%                                            |
| Vitórias–Derrotas       | 0–0  | 2–2  | 6–2   | 0 / 4                                          | 6–3                                            | 67%                                            |
| ATP Masters 1000        |      |      |       |                                                |                                                |                                                |
| Indian Wells Masters    | NP   | NP   | 2R    | 0 / 1                                          | 1–1                                            | 50%                                            |
| Miami Masters           | NP   | NP   | 3R    | 0 / 1                                          | 2–1                                            | 67%                                            |
| Monte Carlo Masters     | NP   | NP   | NP    | 0 / 0                                          | 0–0                                            | –                                              |
| Madrid Masters          | NP   | 2R   | 2R    | 0 / 2                                          | 2–2                                            | 50%                                            |
| Roma Masters            | NP   | NP   | 1R    | 0 / 1                                          | 0–1                                            | –                                              |
| Canada Masters          | NP   | NP   |       | 0 / 0                                          | 0–0                                            | –                                              |
| Cincinnati Masters      | NP   | NP   |       | 0 / 0                                          | 0–0                                            | –                                              |
| Shanghai Masters        | NP   | NP   |       | 0 / 0                                          | 0–0                                            | –                                              |
| Paris Masters           | NP   | NP   |       | 0 / 0                                          | 0–0                                            | –                                              |
| Vitórias–Derrotas       | 0–0  | 1–1  | 4–4   | 0 / 5                                          | 5–5                                            | 50%                                            |
| ATP 500                 |      |      |       |                                                |                                                |                                                |
| Rio de Janeiro          | 3R   | QF   | 1R    | 0 / 3                                          | 2–3                                            | 40%                                            |
| Halle                   | NP   | 3R   |       | 0 / 1                                          | 0–1                                            | 0%                                             |
| Vitórias–Derrotas       | 0–1  | 2–2  | 0–1   | 0 / 2                                          | 2–4                                            | 33%                                            |
| ATP 250                 |      |      |       |                                                |                                                |                                                |
| Bucareste               | NP   | QF   |       | 0 / 1                                          | 2–1                                            | 67%                                            |
| ATP de Viña del Mar     | NP   | 1R   |       | 0 / 1                                          | 0–1                                            | 0%                                             |
| Estoril                 | NP   | 1R   |       | 0 / 1                                          | 0–1                                            | 0%                                             |
| Santiago                | NP   | 1R   |       | 0 / 1                                          | 0–1                                            | 0%                                             |
| Argentina Open          | NP   | NP   | V     | 1 / 1                                          | 5–0                                            | 100%                                           |
| Vitórias–Derrotas       | 0–0  | 2–1  | 5–0   | 1 / 5                                          | 7–4                                            | 67%                                            |
| Seleção Brasileira      |      |      |       |                                                |                                                |                                                |
| Copa Davis              | NP   | NP   | Q1    | 0 / 1                                          | 2–1                                            | 67%                                            |
| Vitórias–Derrotas       | 0–0  | 0–0  | 2–1   | 0 / 1                                          | 2–1                                            | 67%                                            |
| Total da Carreira       |      |      |       |                                                |                                                |                                                |
|                         | 2023 | 2024 | 2025  | Carreira                                       | Carreira                                       | Carreira                                       |
| Torneios                | 1    | 6    | 14    | 21                                             | 21                                             | 21                                             |
| Títulos                 | 0    | 0    | 1     | 1                                              | 1                                              | 1                                              |
| Finais                  | 0    | 0    | 1     | 1                                              | 1                                              | 1                                              |
| Total vitórias–derrotas | 0–1  | 12–7 | 13–10 | 24–18 (67%) (ATP Tour, Grand Slam, Copa Davis) | 24–18 (67%) (ATP Tour, Grand Slam, Copa Davis) | 24–18 (67%) (ATP Tour, Grand Slam, Copa Davis) |
| Ranking de final de ano | 730  | 145  |       | $1,088,836                                     | $1,088,836                                     | $1,088,836                                     |

## Recorde vs. jogadores Top 10
Jogadores ativos em negrito.
| Jogador              | Anos | Recorde | Vitórias % | Duro      | Saibro    | Grama    | Último jogo                                                   |
| -------------------- | ---- | ------- | ---------- | --------- | --------- | -------- | ------------------------------------------------------------- |
| Números 4 do ranking |      |         |            |           |           |          |                                                               |
| Kei Nishikori        | 2025 | 1–0     | 100%       | 1–0       | –         | –        | Venceu 6–3, 6–3 em Challenger de Phoenix 2025                 |
| Taylor Fritz         | 2025 | 0–1     | 0%         | –         | –         | 0–1      | Perdeu (3–6, 7–6 (7–5), 5–7) em Eastbourne International 2025 |
| Números 5 do ranking |      |         |            |           |           |          |                                                               |
| Andrey Rublev        | 2025 | 1–0     | 100%       | 1–0       | –         | –        | Venceu 7–6(7–1), 6–3, 7–6(7–5) em Australian Open 2025        |
| Jack Draper          | 2025 | 0–2     | 0%         | 0–1       | 0–1       | –        | Perdeu (2–6, 4–6, 2–6) em Roland Garros 2025                  |
| Números 6 do ranking |      |         |            |           |           |          |                                                               |
| Alex de Minaur       | 2025 | 0–1     | 0%         | 0–1       | –         | –        | Perdeu (7–5, 5–7,3–6) em Miami Open 2025                      |
| Hubert Hurkacz       | 2025 | 1–0     | 100%       | –         | 1–0       | –        | Venceu 6–2, 6–4, 6–2 em Roland Garros 2025                    |
| Números 9 do ranking |      |         |            |           |           |          |                                                               |
| Tommy Paul           | 2025 | 0–1     | 0%         | –         | 0–1       | –        | Perdeu (6–7 (7–9), 6–7 (3–7)) em Madrid Open 2025             |
| Total                | 2025 | 3–5     | 38%        | 2–2 (50%) | 1–2 (33%) | 0–1 (0%) | Estatísticas atualizadas até 26 de junho de 2025.             |

## Vitórias sobre jogadores Top 10
| Temporada | 2025 | Total |
| --------- | ---- | ----- |
| Vitórias  | 1    | 1     |

| #    | Oponente      | Rank  | Evento                     | Piso | Rodada | Resultado               | JF Rank | Ref    |
| ---- | ------------- | ----- | -------------------------- | ---- | ------ | ----------------------- | ------- | ------ |
| 2025 |               |       |                            |      |        |                         |         |        |
| 1.   | Andrey Rublev | No. 9 | Australian Open, Austrália | Duro | 1R     | 7–6(7–1), 6–3, 7–6(7–5) | No. 112 | [ 73 ] |